# Chip Tooth Smile
Chip Tooth Smile è il quarto album in studio del cantante statunitense Rob Thomas, pubblicato nel 2019.

## Tracce
1. One Less Day (Dying Young) – 3:04
2. Timeless – 3:56
3. Can't Help Me Now – 3:23
4. Funny – 3:07
5. I Love It – 3:22
6. The Man to Hold the Water – 2:40
7. We Were Beautiful – 2:55
8. It's Only Love – 3:29
9. Early in the Morning – 4:21
10. The Worst in Me – 3:13
11. Tomorrow – 3:00
12. Breathe Out – 3:04